# Денисов Олександр Петрович
Олександр Петрович Денисов (біл. Аляксандр Дзянісаў, 5 травня 1944, Борське, Куйбишевська область, РРФСР, СРСР — 3 березня 2012, Нью-Йорк, США) – радянський і білоруський актор театру та кіно. Заслужений артист Білоруської РСР (1980).

## Біографічні відомості
Народився 5 травня 1944 року у селі Борське Куйбишевської області. Закінчив Білоруський театрально-художній інститут (1968). Був актором Кіровського ТЮГу (1962-1965).
З 1968 року – актор Білоруського Академічного Театру ім. Я. Купали. У театрі зіграв кілька десятків ролей, за роль старшини Дугіна у спектаклі за п'єсою Олексія Дударєва «Рядові» отримав Державну премію СРСР.
З 1971 року — у кінематографі. Знявся у низці картин українських кіностудій.
У 1990 році через тяжку хворобу дочки змушений був емігрувати до США. За час проживання у США знявся лише в одному фільмі – серіалі «ПМЖ. Постійне місце проживання».
Помер у Нью-Йорку 3 березня 2012 року.

## Фільмографія
- 1971 «Запит» (короткометражний) — Василь
- 1972 «Вулиця без кінця» — проводжає в армію
- 1973 «Вогонь» — Андрій Гейко
- 1974 «Біле коло» — Андрій Гейко
- 1975 «Фронт без флангів» — мічман Вакуленчук
- 1976 «Еквілібрист» — Віктор Волков
- 1976 «Запитай себе» — епізод
- 1976 «Така вона, гра» — Іван Беспалов
- 1977 «Єралашний рейс» — шкіпер
- 1977 «Це було в Коканді» — Олександр Лихолєтов (головна роль)
- 1978 «Алтунін приймає рішення» — Петро Федорович Скатерщиков
- 1978 «П'ята пора року» — Андрій Баркалін
- 1978 «Розклад на післязавтра» — Олег Павлович, учитель математики
- 1979 «Вигідний контракт» — Андрій Нікітін, актор
- 1979 «Чекайте зв'язкового» — Роман Поліщук
- 1979 «Розколоте небо» — бандит
- 1980 «Від Бугу до Вісли» — Антон Землянко
- 1980 «Державний кордон. Ми наш, ми новий...» — Іван Трохимович Гамаюн
- 1980 «Державний кордон. Мирне літо 21-го року» — Іван Трохимович Гамаюн
- 1981 «Всі гроші з гаманцем» (короткометражний) — Костя
- 1981 «Проданий сміх» — глядач на іподромі
- 1982 «Іван» — перший секретар райкому'
- 1982 «Поліська хроніка. Фільм № 2 „Дихання грози“» — секретар окружкому
- 1983 «Затюканий апостол» — політичний коментатор
- 1983 «Йшов четвертий рік війни» — Журба
- 1984 «Державний кордон. Червоний пісок» — Іван Трохимович Гамаюн
- 1984 «Приходь вільним» — Микола Гикало
- 1984 «Клініка» (кіноальманах) — Господар
- 1985 «Я любив вас більше за життя» — начальник штаба
- 1985 «З ювілеєм зачекаємо» — Олександр Федорович Макареня
- 1985 «Розповідь барабанщика» — комбриг
- 1985 «Матрос Железняк» — Кудюков, червоний командир
- 1985 «Контрудар» — генерал Боголюбов
- 1985 «Велика пригода» — Єгор Данилович
- 1987 «Пітер Пен» — Красунчик Чекко, пірат
- 1988 «Убити дракона» — епізод
- 1988 «Рядові» (фільм-вистава) — Дугін
- 1988 «Воля Всесвіту» — Жибуль
- 1989 «Не залишай…» — Розбійник
- 1990 «Чорна Долина» — Дорош Брус
- 1990 «Людина з чорної „Волги“» — Михайлов
- 2001 «Постійне місце проживання» — Володя
- 2008 «На спині у чорного кота» (Білорусь) — ангел Іван